# 안병배
안병배(安炳培, 1957년 6월 1일~)는 대한민국의 3선 인천광역시의회 시의원이다.

## 학력
- 인천신흥국민학교 졸업
- 인천남중학교 졸업
- 제물포고등학교 졸업
- 서울보건전문대 보건행정학과 전문학사
- 청운대학교 행정학과 학사

## 경력
- 2002년 7월 1일 ~ 2006년 6월 30일 : 제4대 인천광역시의회 의원
- 2010년 7월 1일 ~ 2014년 6월 30일 : 제6대 인천광역시의회 의원
- 2018년 7월 1일 ~ 2022년 4월 1일 : 제8대 인천광역시의회 의원

## 역대 선거 결과
|  | 42.07% |

|  | 22.38% |

|  | 44.75% |

|  | 39.69% |

|  | 58.91% |